# Strada provinciale 66 delle Saline
La strada provinciale 66 delle Saline (SP 66) è una strada provinciale che parte da Santa Giuletta e raggiunge, dopo 3,5 km di percorso San Re (frazione di Barbianello), dal quale, mediante un bivio si possono raggiungere: a destra Barbianello, e, a sinistra, Pinarolo Po, quindi Bressana Bottarone, la SS 35 dei Giovi, quindi Pavia e Milano.

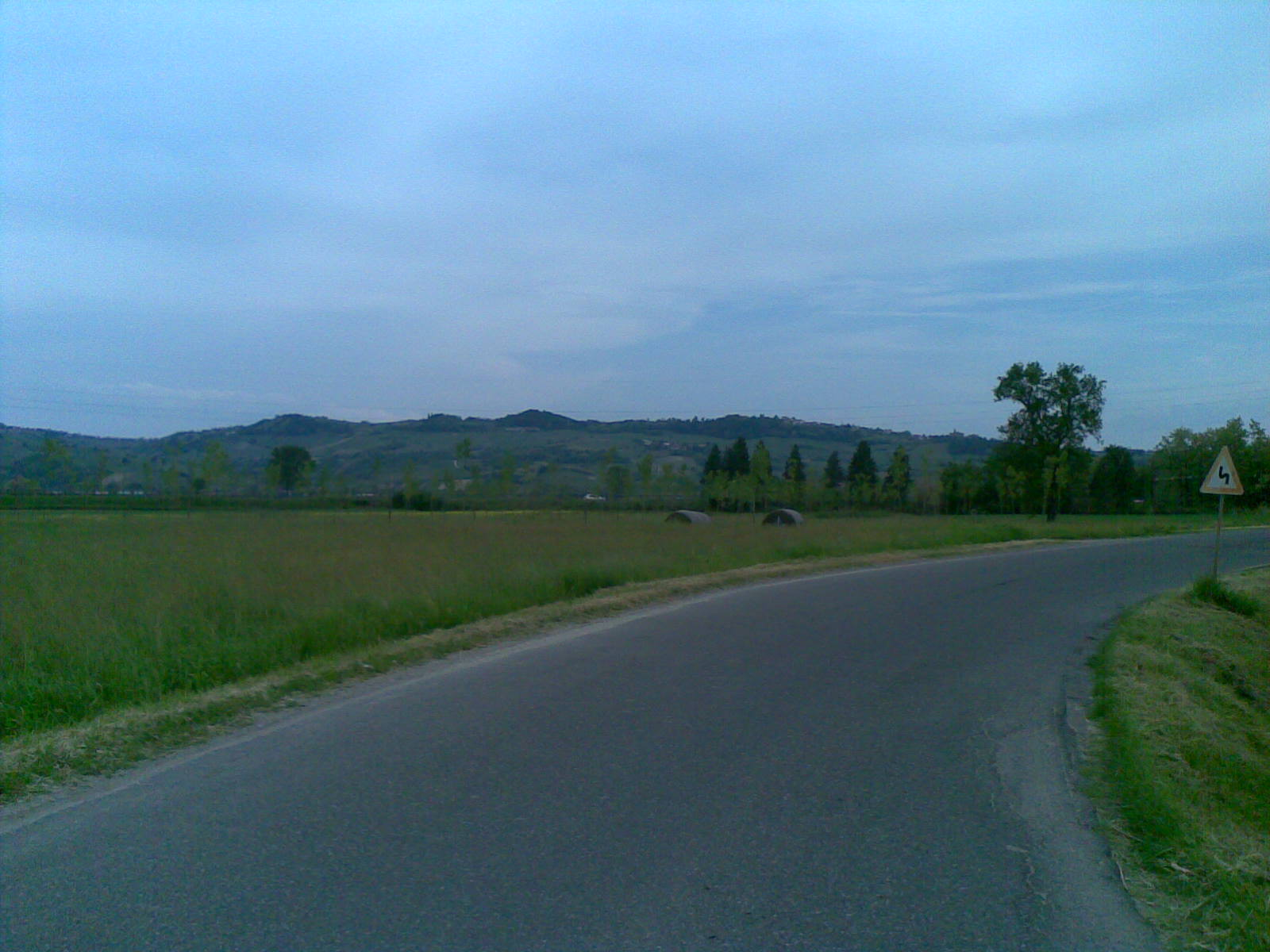
La strada provinciale 66 in prossimità delle saline, appena prima del cavalcavia della A21

Il nome di questa strada deriva dal fatto che, nella parte prossima al punto dove l'autostrada A21 Torino-Piacenza-Brescia attraversa Santa Giuletta sono presenti sorgenti di acqua salata calda. Percorrendo questa strada si possono ammirare le colline, e, più ci si allontana da Santa Giuletta, da dove inizia l'Appennino, si possono sempre più vedere le colline dell'Oltrepò Pavese, da Stradella a Casteggio.